# ریحانه کریمی
ریحانه کریمی (زادهٔ ۱۱ خرداد ۱۳۸۱ در اقلید) بازیکن تیم ملی والیبال زنان ایران است. او عضو تیم والیبال بانوان مبنا تجارت کاسپین است.
او از سال ۱۳۹۵ در اردوهای انتخابی و آمادگی تیم ملی والیبال نوجوانان حضور یافت و در لیست منتخب نوجوانان اعزامی به مسابقات آسیایی تایلند قرار گرفت.
وی در سال ۱۳۹۷ نیز به اردوی تیم ملی والیبال امید بانوان دعوت شد.
ریحانه کریمی در رقابت‌های انتخابی المپیک ۲۰۲۰ توکیو در ترکیب تیم ملی والیبال زنان ایران حضور داشت.